# Anna Caterina de Brandenburg
Anna Caterina de Brandenburg - Anna Katharina von Brandenburg (alemany) - (Halle, 26 de juliol de 1575 -Copenhaguen, 29 de març de 1612) era una noble alemanya de la casa de Hohenzollern. Anna Caterina va ser la primera dona de Cristià IV, però se'n sap ben poca cosa sobre ella. Pel que sembla devia tenir molt poca influència en la vida política de Dinamarca. Sovint acompanyava el seu marit en els seus viatges. En el seu temps, va ser elogiada per la seva modèstia i profunds sentiments religiosos. El seu marit va tenir diverses amants, sobretot al final del seu matrimoni; entre altres Kirsten Munk amb qui va acabar casant-s'hi en morir Anna Caterina. Malgrat la seva bona relació amb l'arquebisbe luterà, va fer una crida a un vicari calvinista que li donés els últims sagraments al seu llit de mort.
filla de Joaquim Frederic (1546-1608), marquès de Brandenburg i duc de Prússia, i de Caterina de Brandenburg-Küstrin (1549-1602). Va ser reina consort de Dinamarca i de Noruega entre 1597 i 1612, en casar-se amb Cristià IV de Dinamarca. Anna Caterina va conèixer Cristià de Dinamarca (1577-1648), fill de Frederic II de Dinamarca (1534-1588) i Sofia de Mecklenburg (1557-1631), en un dels seus viatges a Alemanya, el 1595. A l'any següent, tant ella com els seus pares van ser presents en la coronació, i un any després es va concertar el casament, el 27 de novembre de 1597. El casament va tenir lloc al castell de Haderslevhus al sud de  Jutlàndia Meridional. Fruit d'aquest matrimoni nasqueren:
- Frederic (1599-1599)
- Un fill nascut mort el 1601.
- Cristià (1603-1647), casat amb Magdalena Sibil·la de Saxònia (1617-1668).
- Sofia (1605-1605)
- Elisabet (1606-1608)
- Frederic III (1609-1670), casat amb Sofia Amàlia de Brunsvic-Lüneburg (1628-1685).
- Ulric (1611-1633). Va morir assassinat.